# Walter M. Miller, Jr.
Walter Michael Miller, Jr. (New Smyrna Beach, 23 de janeiro de 1923 — Daytona Beach, 9 de janeiro de 1996) foi um escritor norte-americano de ficção científica.

## Biografia
Miller nasceu em New Smyrna Beach, Flórida. Educado na University of Tennessee e University of Texas, ele trabalhou como engenheiro. Durante Segunda Guerra Mundial, ele serviu no United Army Army Air Corps como um radialista e atirador de cauda, voando sobre cinquenta missões de bombardeio sobre a Itália. Ele participou do bombardeio da Benedictine Abbey em [Monte Cassino], que provou ser uma experiência traumática para ele. Joe Haldeman relatou que Miller tinha "Transtorno de Estresse Pós-Traumático por 30 anos antes de ter um nome" e que Miller mostrou uma fotografia que ele tirou de Ron Kovic com destaque em sua sala de estar.
Com o livro A Canticle for Leibowitz, único publicado em vida e traduzido para muitos idiomas, Miller ganhou o Prêmio Hugo de 1961 por melhor romance. Seu segundo romance, continuação do primeiro, intitulado Saint Leibowitz and the Wild Horse Woman, só foi publicado postumamente, em 1997. Ambas obras refletem as preocupações religiosas de Miller, que era católico convertido desde 1947, aos 25 anos, e sua visão da humanidade e da história, segundo a qual as culturas passam por um ciclo de vida de nascimento e decadência. O Cântico é considerado o melhor conto pós-apocalíptico. Ele publicou, ainda, cerca de 40 contos de ficção-científica, recebendo em 1955 um Prêmio Hugo de melhor conto por The Darfsteller.
Miller estudou na Universidade de Tennessee, Knoxville, de 1940 a 1942. Depois do ataque aéreo a Pearl Harbor, durante a II Guerra Mundial, ele alistou-se na Força Aérea Americana. Passou o resto da guerra como radiotelegrafista e artilheiro de retarguarda, tendo participou de 53 bombardeios sobre a Itália e os Bálcãs. Em um deles destruiu o Mosteiro Beneditino de Monte Cassino, Itália. O controverso ataque ao mais antigo mosteiro do mundo ocidental foi experiência traumatizante para o futuro escritor.
Depois da guerra, Miller casou-se com Anna Louise Becker e tiveram 4 filhos. Estudou engenharia na Universidade do Texas e trabalhou para empresas de ferrovias (caminhos de ferro). Depois de sofrer de depressão por décadas, Miller tornou-se patologicamente reclusivo, evitando qualquer contato com seus conhecidos e até mesmo com os membros de sua família. Suicidou-se, com tiro de revólver, em 11 de janeiro de 1996, em Daytona Beach, Flórida, poucos dias antes de completar 73 anos. Não havia muito, tinha começado a seqüela do Cântico’’, Saint Leibowitz and the Wild Horse Woman, que foi terminada pelo ghost writer Terry Bisson, no ano 2000.
Miller começou a publicar contos na década de 1950. Em março daquele ano, publicou MacDoughal’s Wife no American Mercury e, em maio do mesmo ano, Month of Mary, na revista Extension Magazine. A seguir, publicou Secret of the Death Dome, em Amazing Stories, que muitos consideram com sua primeira obra, o que é inexato. Em 1955, recebeu o Prêmio Hugo pela novela The Darfsteller, sobre um teatro que substituiu os atores humanos por bonecos em tamanho real, controlados pelo Maestro, igualmente uma máquina.
Muitas de suas mais de 40 crônicas transfiguraram a ficção-científica convencional, por examinar questões éticas, a relação da humanidade com a tecnologia,  o progresso na história. Em Crucifixus Etiam, de 1953, um trabalhador peruano, trabalhando em Marte, descobre que não poderá jamais regressar à Terra, e sacrifica, assim, o resto de sua vida pelas futuras gerações. O tema do sacrifício também é central em Eu, sonhador (I, dreamer), no qual uma máquina com órgãos humanos empreende uma missão suicida para salvar um grupo de rebeldes.
Um cântico para Leibowitz, a mais conhecida obra de Miller, é sobre a longa e lenta reconstrução da civilização depois de uma guerra nuclear. Na superfície da Terra reverberam-se os temores da aniquilação nuclear, atualizada metamorfoseada num novo grande Dilúvio de base religiosa, do período da Guerra Fria e o colapso dos ideais democráticos sob ideologias totalitárias. Contudo, a história épica de Miller não é uma alegoria política, mas uma ilustração do ditame de que aqueles que falham em aprender com a história estão condenados a repeti-la. Um Cântico para Leibowitz é talvez o maior romance depois de Hiroshima e Nagasáqui, precedido por obras como Shadow on the Heart, de Judith Merrill, de 1950 e On the Beach de Nevil Shute, de 1957, no qual a civilização é destruída e os sobreviventes da guerra atômica devem lutar contra a poluição radioativa.
Um cântico para Leibowitz foi primeiro publicado como três crônicas na revista The Magazine of Fantasy and Science Fiction, em 1955, 1956 e 1957, e finalmente como livro após alguma reelaboração. Na primeira parte, Fiat Homo, o cenário é uma nova Idade das Trevas, 600 anos após uma guerra nuclear, onde o mundo destruído é assolado por bestas, mutantes e salteadores. Após a hecatombe nuclear, a ciência e os cientistas foram responsabilizados e expurgados pela turba. Com o grande expurgo, os cientistas buscaram santuário em mosteiros católicos. O conhecimento técnico-científico ficou perdido em meio às ruínas, preservado apenas em resquícios indecifráveis por monges de novas ordens influenciadas pelos cientistas que foram nelas recebidas. Um desses monges encontra, com a ajuda de um estranho andarilho (o Judeu Errante das lendas), um esquema de montagem de uma peça de máquina pertencente à São Leibowitz, um cientista-monge instaurador da ordem ao qual ele pertencia.
Na Abadia de São Leibowitz, os monges copiavam, gerações após gerações, as recordações de Leibowitz, sem entender seu significado. Leibowitz é considerado santo, mas ironicamente, o leitor vê que ele era um cientista e suas entesouradas relíquias eram tão-somente listas de mercearia, um bilhete de loteria e desenhos de sistemas de controle elétrico. E há indicações de que Leibowitz esteve envolvido em um projeto governamental altamente secreto. O Irmão Francisco, um jovem monge, encontra um desenho técnico, que está incluído nas relíquias de Leibowitz e morre violentamente quinze anos mais tarde. A segunda parte, Fiat Lux, leva o leitor para outro período que tem muita semelhança com o Renascimento. A ciência está se livrando das cadeias da religião, a eletricidade é reinventada. O autor infere que, uma vez mais, a passagem da nova Idade das Trevas para esse Renascimento deve não pouco ao trabalho de reunião e conservação do conhecimento pela Igreja, restando a outros o papel de aplicá-la.
A aurora de uma nova está personificada no confiante cientista Thon Taddeo. Dom Paolo, um abade velho e gentil, duvida que as bênçãos das novas invenções tecnológicas possam ajudar o progresso espiritual do ser humano e tenta manter a sua fé. Na última parte, Fiat voluntas tua, o mundo está novamente encaminhado para uma crise mundial: uma guerra nuclear entre as novas potências. A Ordem de Leibowitz perdeu o seu poder mas prepara uma espaçonave para escapar do segundo previsível holocausto. Um grupo de clérigos e crianças parte da Terra para começar nova vida em um planeta da estrela Alfa Centauri.
Junto com a obra A Case of Conscience (1958), de James Blish e Stranger in a Strange Land (1961), de Robert A. Heinlein e, ainda, Behold the Man (1969), de Michael Moorcock, a obra de Miller pertence ao pequeno grupo dos contos de ficção científica das décadas de 1950 e 60 que trataram questões religiosas de forma inovadora.
Saint Leibowitz and the Wild Horse Woman não é sequência direta de Cântico, embora a obra trate de muitas de suas questões. O protagonista é um monge de nome Blacktooth São Jorge, que deve escolher entre sua devoção à Igreja e à deusa nômade, a Mulher do Cavalo Selvagem. Ele torna-se secretário do ambicioso Cardeal Brownpony e descobre que esse planeja uma cruzada contra o império Texmar. Brownpony é eleito Papa e o decepcionado Blacktooth marcha como soldado para a cruzada.
Para leituras complementares:
• Glorificemus: A Study of the Fiction of Walter M. Miller, Jr., de Rose Secrest (2002);
• Walter M. Miller, Jr.: A Bio-Bibliography,  de William H. Roberson e Robert L. Battenfeld (1992);
• Science Fiction: History-Science-Vision, de R. Scholes e Eric Rabkin (1977);
• Visions of Tomorrow: Six Journeys from Outer to Inner Space, de David N. Samuelson (1975)
Para informações complementares:
• Spacelight - Study Guide for Walter M. Miller, Jr.: A Canticle for Leibowitz (1959)
• A Canticle for Miller; ou How I Met Saint Leibowitz and the Wild Horse Woman but not Walter M. Miller, Jr.
• Leibowitz Universe - de Terry Bisson
Obras selecionadas:
• Conditionally Human, 1962
• The View from the Stars, 1965
• The Science Fiction Stories of Walter M. Miller, Jr., 1978
• The Best of Walter M. Miller, Jr., 1980
• Saint Leibowitz and the Wild Horse Woman, 1997 (completado por Terry Bisson)
• The Best of Walter M. Miller, Jr, 2000
Bibliografia:
Contos:
• A Canticle for Leibowitz (1960)
• The Lineman (1957)
• The Reluctant Traitor (1952)
Crônicas:
• Anybody Else Like Me? (1952)
• Big Joe and the Nth Generation (1952)
• Bitter Victory (1952)
• Blood Bank (1952)
• Command Performance (1952)
• Conditionally Human
• Crucifixus Etiam (1953)
• Dark Benediction (1951)
• Death of a Spaceman (1954)
• Dumb Waiter (1952)
• Gravesong (1952)
• I, Dreamer (1953)
• I Made You (1954)
• Izzard and the Membrane (1951)
• Let My People Go (1952)
• Memento Homo (1954)
• No Moon for Me (1952)
• Secret of the Death Dome (1951)
• Six and Ten Are Johnny (1952)
• The Big Hunger (1952)
• The Darfsteller (1955)
• The First Canticle (1955)
• The Hoofer (1955)
• The Little Creeps (1951)
• The Song of Marya (1957)
• The Song of Vorhu (1951)
• The Soul-Empty Ones (1951)
• The Sower Does Not Reap (1953)
• The Space Witch (1951)
• The Ties that Bind (1954)
• The View from the Stars
• The Will (1954)
• The Yokel (1953)
• Vengeance for Nikolai (1957)
• Way of a Rebel (1954)
• Wolf Pack (1953)
• You Triflin' Skunk! (1955)